# Khemisset Chaouia
Khemisset Chaouia  (in arabo اخميسات الشاوية‎?) è un centro abitato e comune rurale del Marocco situato nella provincia di Settat, regione di Casablanca-Settat. Conta una popolazione di 5 527 abitanti (censimento 2014).